# Peatka, Ciudniv
Peatka (în ucraineană П`ятка) este localitatea de reședință a comunei Peatka din raionul Ciudniv, regiunea Jîtomîr, Ucraina.

## Demografie
Componența lingvistică a localității Peatka
     Ucraineană (98%)
     Rusă (1,8%)
Conform recensământului din 2001, majoritatea populației localității Peatka era vorbitoare de ucraineană (98%), existând în minoritate și vorbitori de rusă (1,8%).